# Конвой «Вевак № 14»
Конвой «Вевак № 14» — японський конвой часів Другої світової війни, проведення якого відбувалось у листопаді — грудні 1943-го.
Пунктом призначення конвою був Вевак на північному узбережжі Нової Гвінеї, де розміщувався головний японський гарнізон на цьому острові. Вихідним пунктом став Палау — важливий транспортний хаб на заході Каролінських островів.
До складу конвою увійшли транспорти «Канкьо-Мару» (Kankyo Maru), «Канто-Мару», «Фуккай-Мару», «Умекава-Мару» та «Хозан-Мару», тоді як охорону забезпечували мінний загороджувач «Ширатака» та мисливець за підводними човнами CH-35.
Конвой вийшов з порту 24 листопада 1943-го, а 27 листопада «Канкьо-Мару» під охороною «Ширатака» відокремилось та попрямувало до порту Голландія (наразі Джаяпура, за три з половиною сотні кілометрів західніше Веваку), куди прибуло 28 листопада. Основний загін досягнув Веваку того 29 листопада та став під розвантаження.
30 листопада загін рушив назад і тієї ж доби до нього приєднались «Канкьо-Мару» та «Ширатака». Хоча поблизу Палау регулярно діяли американські підводні човни, а Вевак перебував у межах досяжності ворожої авіації, проте в підсумку конвой пройшов без втрат та 4 грудня досягнув Палау.
Є відомості, що CH-35 міг відокремитись та супроводжувати конвой «Голландія № 3», що вийшов з Палау 1 грудня.